# 普氏角微蛛
普氏角微蛛（学名：Ceratinella plancyi）为皿蛛科角微蛛属的动物。在中国大陆，分布于北京等地。该物种的模式产地在北京。